# Gamarús eurasiàtic

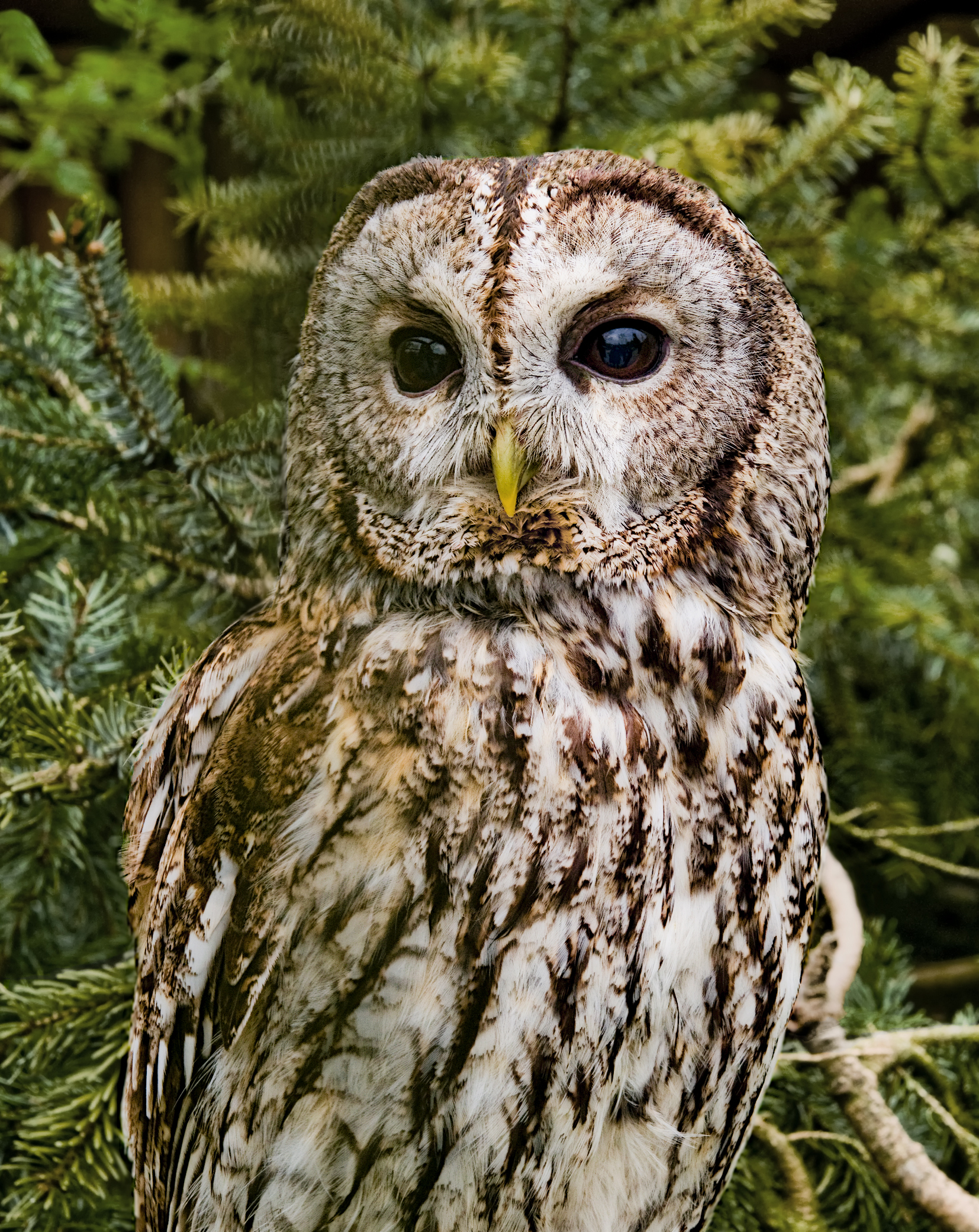
Strix aluco

El gamarús euroasiàtic o gamarús (pl.: gamarussos), anomenat també cabrota/cabrer (cat. occ.), baladreu (Pallars), caro (val.), cabra fera (cat. occ.), gall carboner (Tarr.), agaús (Tarr., pl.: agaüsos), busaroca (cat. sept., amb les seves variants basaroca, bisaroca i bujaroca), miloca i òliba (Balears), cabeca (Ross.) o xibeca (Balears) (Strix aluco) és un ocell rapinyaire nocturn de l'ordre dels estrigiformes. Habita les zones boscoses d'Euràsia occidental. El seu estat de conservació es considera de risc mínim.

## Morfologia
- 20 cm de allargada

## Subespècies
- Strix aluco aluco (Linnaeus, 1758).[9]
- Strix aluco biddulphi (Scully, 1881).[10]
- Strix aluco haermsi (Zarudni, 1911)
- Strix aluco ma (A. H. Clark, 1907).[11] Segons el Congrés Ornitològic Internacional (versió 2.11, 2012) es tracta d'una subespècie dins Strix nivicolum.[12]
- Strix aluco mauritanica (Witherby, 1905).[13] Considerada pel Congrés Ornitològic Internacional (versió 10.1, 2020) una espècie de ple dret.
- Strix aluco nivicolum (Blyth, 1845). Considerada pel Congrés Ornitològic Internacional (versió 2.11, 2012) una espècie de ple dret.
- Strix aluco sanctinicolai (Zarudni, 1905).[14]
- Strix aluco siberiae (Dementiev, 1933).[15]
- Strix aluco sylvatica (Shaw, 1809).[16]
- Strix aluco willkonskii (Menzbier, 1896).[17]
- Strix aluco yamadae (Yamashina, 1936).[18] Segons el Congrés Ornitològic Internacional (versió 2.11, 2012) es tracta d'una subespècie dins Strix nivicolum.[12][19][20]

## Reproducció
Diposita 2 o 4 ous en un arbre vell, però com que cada vegada és més difícil de trobar-ne té l'opció d'emprar nius d'esquirols o les cavitats dels murs. D'aquesta manera pot continuar criant en un bosc que s'ha cremat, perquè pot desplaçar-se a les penyes. Els ous s'han d'incubar durant 28-30 dies, i se n'encarrega la femella, mentre que el mascle alimenta els nounats, que volen al cap de 30-37 dies.

## Alimentació
Durant la nit és un magnífic caçador, que s'abat, preferentment, sobre rosegadors, encara que no refusa moixons, mol·luscs, cucs i insectes.

## Hàbitat
És sedentari i viu als boscos del Principat de Catalunya i del País Valencià a qualsevol altura. No n'hi ha ni a la Depressió de l'Ebre, ni a l'Empordà ni a la Costa Daurada perquè no hi ha boscos. A les Illes Balears només se n'ha ha trobat ocasionalment.

## Distribució geogràfica
Viu a Euràsia i l'Àfrica del Nord (Algèria, el Marroc i Tunísia).

## Costums
A la nit, el seu crit pot ésser molt corprenedor. Durant el dia és normal de veure'l adormit en una branca, enganxat al tronc.